# Neuhofen an der Krems
Neuhofen an der Krems è un comune austriaco di 6 040 abitanti nel distretto di Linz-Land, in Alta Austria; ha lo status di comune mercato (Marktgemeinde).